# 대한민국 형법 제92조
대한민국 형법 제92조는 외환유치죄에 관한 형법 각칙의 조문이다. 1953년 9월 18일 제정되어 1953년 10월 3일에 법률 제293호로 시행되었다.

## 조문
제92조 【외환유치】
외국과 통모하여 대한민국에 대하여 전단을 열게 하거나 외국인과 통모하여 대한민국에 항적한 자는 사형 또는 무기징역에 처한다.

## 해설
- 이 죄에서 '외국과의 통모'란 외국의 정부기관과 의사를 연락하는 것을 말하고, '전단(戰端)을 열게 한다'란 외국으로 하여금 전투행위를 개시하게 하는 것으로서 국제법상의 전쟁개시 뿐만 아니라 사실상 전쟁의 형태라고 인정될 만한 일체의 무력행사를 포함한다.
- '항적'이란 전투원, 비전투원 여부를 불문하고 외국의 군사업무에 종사하여 대한민국에 적대하는 행위를 말한다.
- 이 죄의 미수범과 예비·음모, 선동·선전은 모두 형사처벌 대상이다. (형법 제100조 및 형법 제101조)

### 외국
이 죄에서 '외국(外國)'이란 국제법상 승인된 국가 여부를 불문하므로, 사실상의 정부 체제를 갖춘 교전단체(交戰團體)도 외국에 해당한다.
조선민주주의인민공화국이 이 죄에 있어서 '외국'에 해당하는지는 논란이 있는데, 대한민국 대법원은 '간첩죄에 있어서는 이를 국가에 준하여 취급하여야 한다'고 판시하고 있다.

## 판례
북한괴뢰집단은 우리 헌법상 반국가적인 불법단체로서 국가로 볼 수 없으나, 간첩죄의 적용에 있어서는 이를 국가에 준하여 취급하여야 한다는 것이 당원(當院)의 판례이며(1959.7.18 선고4292형상180 판결 및 1971.9.28 선고 71도1498 판결 각 참조), 현재 이 견해를 변경할 필요는 느끼지 않는다. 위와 같은 견해가 헌법에 저촉되는 법률해석이라는 논지는 독단적 견해에 불과하여 받아들일 수 없다.— 대법원 1983.3.22. 선고 82도3036 판결
【간첩·구국가보안법위반·반공법위반·국가보안법위반】

## 같이 보기
- 외환죄
- 외환유치죄